# 紫雨林
紫雨林（ジャウリム）は、韓国の4人組ロックバンド。

## メンバー
- イ・ソンギュ（リーダー、ギター、1971年8月28日生）
- キム・ユナ（ボーカル、1974年3月11日生）
- キム・ジンマン（ベース、1972年2月25日生）
- グ・テフン（ドラム、1972年12月18日生）

## 経歴
リードボーカルでもあるキム・ユナのカリスマ的な魅力を前面に出し、韓国の代表的なロックバンドとして君臨している。紫雨林とは紫の雨が降る森という意味で、神秘的な架空の風景をイメージして名付けられた。
バンドの起源は、1993年結成の「フルカウント（キム・ユナ、グ・テフン）」、1995年結成の「C.C.R（キム・ジンマン、イ・ソンギュ）」。その後1996年にキム・ユナが移ったウッドチャイルドを見たキム・ジンマンが、一緒に活動することを提案し、ミウンオリ（病的アヒル）を結成。当時のメンバーはイ・ソンギュ、キム・ユナ、キム・ジンマンの3人だったが、その後ドラマーのグ・テフンを再度メンバーに迎え入れるのに成功。映画「花を持つ男」のサウンドトラックへの参加をきっかけに「紫雨林」に改名、97年11月、1stアルバム「PURPLE HEART」をリリースしメジャーデビューを果たした。
1998年に2集アルバム「恋人」、翌年2.5集「Ｂ定期作業」、2000年には3集「The Wonderland」が発表され、同年10月に日本デビューも果たす。（2003年には全国ツアーを行うが、それ以降日本での主だった活動はない。）2002年に4集「04」、2004年に5集「All you need is Love」、2005年「青春禮讚」、2006年6集「Ashes To Ashes」、2008年7集「Ruby Sapphire Diamond」を発表。
2024年12月、ソウルで単独公演『MIDNIGHT EXPRESS 2024-2025』を開催する予定であり、2025年2月にも日本の渋谷にて単独公演『JAURIM Concert in JAPAN 2025～TOKYO EXPRESS～』を開催する予定である。

## 年表
- 1997年03月 C.C.R.（キム・ジンマン、イ・ソンギュ）にキム・ユナとグ・テフン加入、「ミウンオリ」結成
- 1997年06月 映画「花を持つ男」に「Hey, Hey, Hey」を提供。バンド名「紫雨林」に。
- 1997年11月 1st Album「PURPLE HEART」
- 1998年11月 2nd Album「戀人」
- 1999年09月 2.5th Album「B定規作業」
- 2000年03月 3rd Album「Jaurim, the Wonder Land」
- 2000年10月 来日初LIVE “Super Star from SEOUL 2000”（札幌・東京・大阪）
- 2000年12月 来日LIVE“KOREA SUPER EXPO 2000”（東京ビッグサイト）
- 2001年06月 LIVE Album「JAURIM TRUE LIVE」
- 2001年08月 来日LIVE“GLAY EXPO 2001”（北九州マリナクロス）
- 2001年09月 日本盤 1st Album「Jaurim」
- 2001年11月 来日LIVE“KOREA SUPER EXPO 2001”（インテックス大阪）,キム・ユナsolo album「shadow of your smile」
- 2002年09月 4thアルバム「04」
- 2003年05月 日本盤 Maxi Single「HEY GUYZ」
- 2003年06月 日本盤 2nd album「#1」
- 2003年12月 JAPAN TOUR 2003
- 2004年03月 キム・ユナ2nd solo album「琉璃假面」
- 2004年10月 5th Album「All you need is Love」
- 2005年03月 日本盤 3rd album「オール・ユー・ニード・イズ・ラヴ」
- 2005年09月 5.5th Remake Album「青春禮讚」リリース
- 2006年06月 キム・ユナ結婚
- 2006年10月 6th Album「Ashes To Ashes」リリース
- 2008年06月 7th Album「Ruby Sapphire Diamond」リリース
- 2009年10月 7.5th EP「Untitled Records 제목 없는 음반」リリース
- 2009年11月 BEST Album「JAURIM AW COLLECTION(CD+DVD)」リリース
- 2010年04月 BEST Album「JAURIM SS COLLECTION(CD+DVD)」リリース
- 2011年08月 8th Album「陰謀論」リリース
- 2013年10月 9th Album「goodbye, grief」リリース